# Dovre
Dovre es un municipio de la provincia de Oppland, Noruega. Tiene una población de 2701 habitantes según el censo de 2016 y forma parte del distrito tradicional de Gudbrandsdal. Su centro administrativo es la localidad de Dovre.
El municipio limita al norte con el municipio de Oppdal, al este con Folldal, al sur con Sel y Vågå, y al noroeste con Lesja. El punto más alto es Snøhetta con una altura de 2286 metros.
El municipio (originalmente la parroquia) recibe su nombre de la antigua granja de Dovre (en nórdico antiguo: Dofrar), puesto que la primera iglesia se construyó aquí. El nombre es el plural de una palabra (desconocida) *dofr - pero esto puede relacionarse con el lituano daubà, «garganta». En la parte de colinas sobre la granja de Dovre hay dos ríos menores que recorren dos profundas gargantas.

## Historia

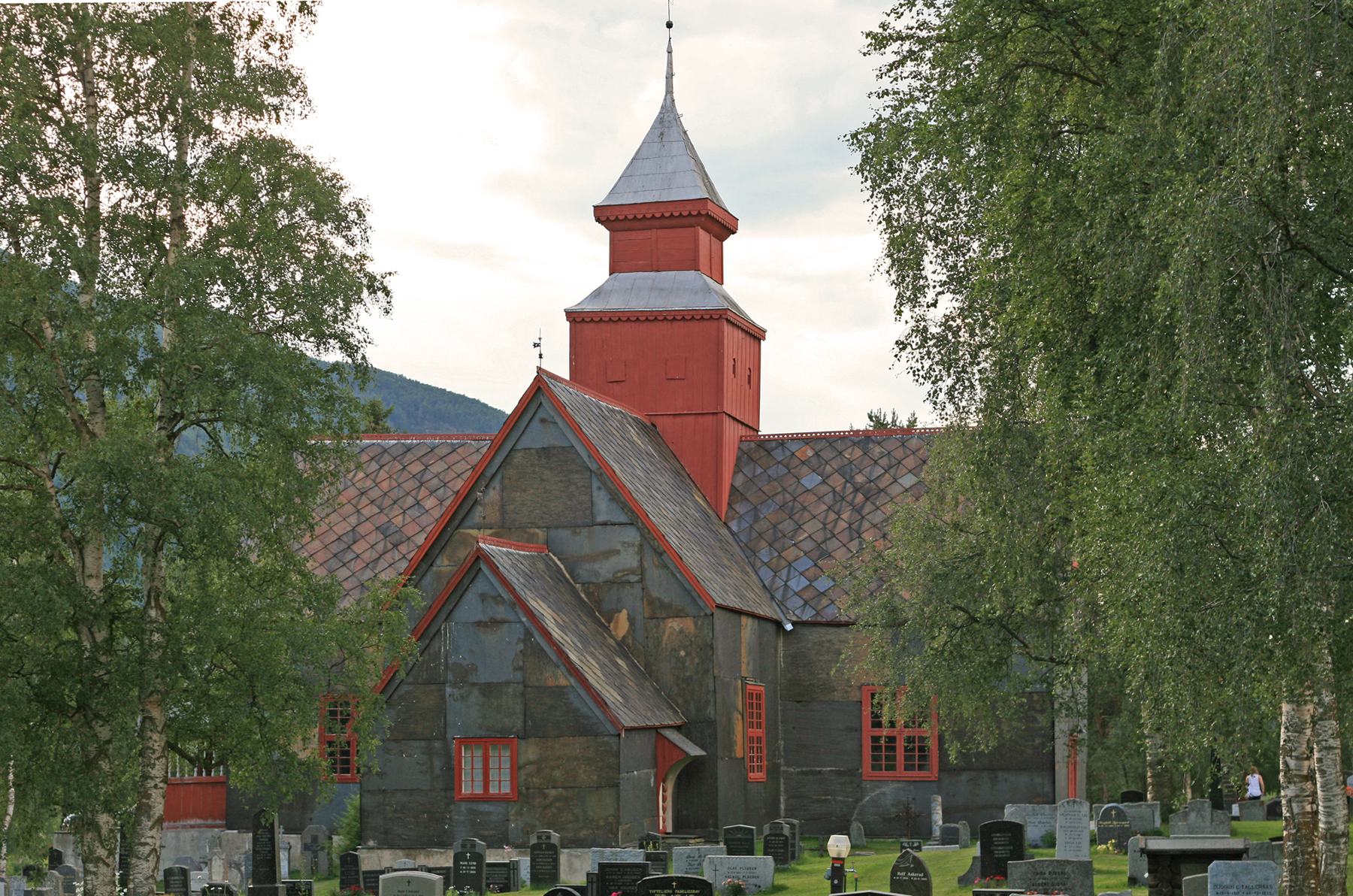
Iglesia de Dovre

Los humanos han habitado Dovre durante alrededor de seis mil años. En la Edad de Piedra, eran principalmente cazadores y pescadores. Aproximadamente hace dos mil años, se desarrollaron las primeras granjas en este lugar. 
Dovre es mencionado en Heimskringla (Crónica de los reyes nórdicos) por Snorri Sturluson. En 1021, el rey Olaf II el Santo cogió a los mejores hombres de Lesja y Dovre, y los forzó a recibir el Cristianismo o sufrir la muerte, si no tenían tanta suerte como para escapar.
La Ruta del peregrino (antigua carretera del rey) entre Oslo y Trondheim en el siglo XVI pasaba a través del valle de Gudbrandsdal.  Después de dejar el valle del Lågen (río abajo de lo que hoy es Dombås) pasa sobre los montes Dovre hasta el actual municipio. La intensa corriente de peregrinos que anualmente visitaban el santuario de san Olaf en Trondheim antes de la Reforma dio como resultado la erección de estaciones de montaña en las que los peregrinos podían encontrar comida y refugio. 
La batalla de Kringen tuvo lugar en agosto de 1612, justo corriente abajo de Dovre, donde la fuerza escocesa permaneció el 24 de agosto de 1612. La iglesia de Dovre se construyó en 1736. 
El municipio de Dovre se creó cuando se separó del municipio de Lesja en 1861. La región «bajo Folldal» fue transferida desde Dovre (y la provincia de Oppland) a Alvdal (y a la provincia de Hedmark) en 1884.
Otra localidad en el municipio es Hjerkinn.

## Hermanamientos
Las siguientes ciudades están hermanadas con Dovre:
- Gronau, Baja Sajonia -  Alemania
- Leppävirta, Itä-Suomi -  Finlandia
- Storfors, Provincia de Värmland -  Suecia